# Mecklenburger Metallguss
Die Mecklenburger Metallguss GmbH (MMG) ist ein mittelständisches Unternehmen in Waren (Müritz). Es ist ein Spezialist für Schiffspropeller und Weltmarktführer für die Fertigung von Schiffspropellern über 80 Tonnen Gewicht.

## Geschichte
1875 wurde das Unternehmen als Maschinenfabrik und Eisengießerei gegründet; es belieferte vor allem den Maschinen- und Anlagenbau. Zum Leistungsumfang gehörten auch private Aufträge, die sogenannte Kundengießerei.
Als nach dem Zweiten Weltkrieg der Schiffbau im Osten Deutschlands wieder aufgebaut wurde, fertigte die Warener Gießerei mehr und mehr Teile für die Werftindustrie und spezialisierte sich auf die Herstellung von Schiffspropellern. Auch zu DDR-Zeiten lieferte die MMG in alle Teile der Welt. Die Firma benötigte im Laufe der Zeit zunehmend mehr Fläche. Da die Bundesstraße 108 mitten durch das Firmengelände verlief, ließ es sich nicht vermeiden, die B108 immer wieder kurzfristig zu sperren, wenn Schiffspropeller und anderes Gerät von einem Teil des Firmengeländes zum anderen transportiert werden musste. Im Jahr 2008 begannen Bauarbeiten zur Verlegung der Bundesstraße. Dafür mussten zwei Gleise des direkt angrenzenden Bahnhofs abgebaut werden, mehrere Garagen und Häuser abgerissen werden. Das Projekt kostete etwa sechs Millionen Euro, wobei sich die MMG mit etwa 1,1 Millionen Euro beteiligte.
Das Unternehmen gehörte zwischen 1999 und 2018 zur Deutschen Gießerei- und Industrieholding AG (DIHAG) in Essen. Im Zuge der Krise der DIHAG Holding im Jahr 2018 wurde das Unternehmen an eine Investorengruppe verkauft, die aus dem Management und einem der DIHAG-Aktionäre besteht.

### Wirtschaftliche Situation

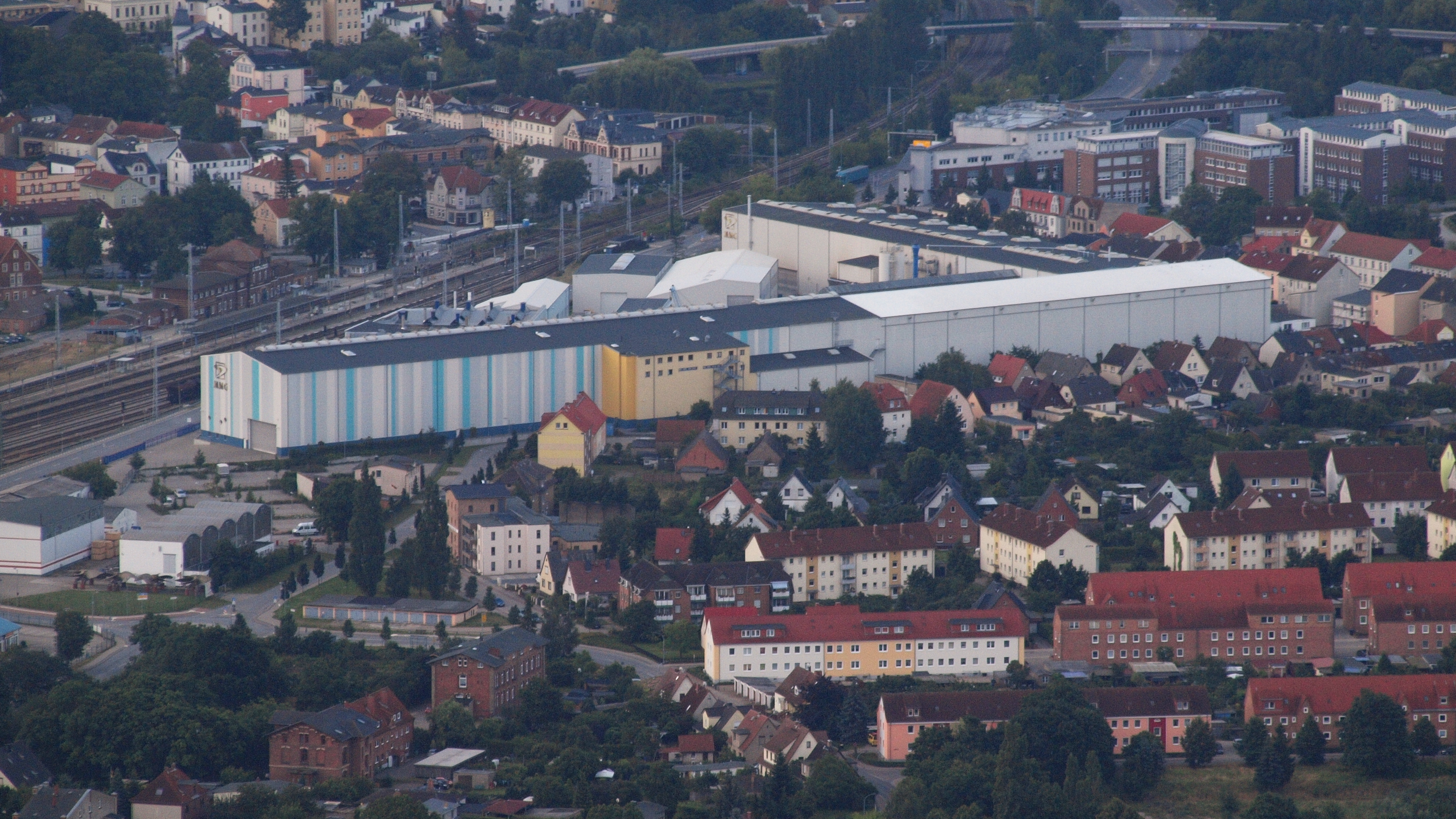
MMG in Waren

Die Firma fertigte in Spitzenzeiten rund 180 Propeller pro Jahr und erreichte damit einen Marktanteil von rund 25 Prozent, bei großen Propellern über 80 Tonnen Gewicht sogar 60 Prozent und im Segment über 100 Tonnen betrug der Marktanteil im Jahre 2008 93 Prozent. Im Jahr 2005 lieferten die Warener etwa 8000 Tonnen Schiffspropeller aus, für 2007 waren 9000 geplant. Seit der Wiedervereinigung hat sich das Unternehmen ständig vergrößert, sowohl bei den Aufträgen als auch in der Betriebsfläche. So wurden neue Hallen gebaut, um bis zu 200 Tonnen Metall gleichzeitig einschmelzen und Propeller mit Durchmessern von mehr als zehn Metern gießen zu können. Bis zur Wende konnten Propeller lediglich mit einem Gewicht von bis zu 23 Tonnen und Durchmessern bis zu 6,3 Metern hergestellt werden. Der Umsatz im Jahr 2007 betrug etwa 70 Millionen Euro. Einen Rekordumsatz erreichte die MMG 2008 mit 100 Millionen Euro, 2010 waren es rund 80 Millionen Euro mit 220 Mitarbeitern. 2013 wurde für Teilbereiche des Werkes Kurzarbeit angeordnet, um die Belegschaftsstärke halten zu können.

### Struktur des Unternehmens
Die Schiffspropeller werden nicht nur hergestellt, sondern auch geplant. Dazu hat die MMG eigenständige Abteilungen, in der die Propeller speziell für die jeweiligen Schiffe konzipiert und entwickelt werden. Am Anfang des Entwurfs werden die Informationen des jeweiligen Schiffes zusammengetragen und es erfolgt eine Entwurfsberechnung durch die Abteilung Hydrodynamik. Das Ziel der Hydrodynamiker ist die Anströmung an den Propeller, die durch die Form des Schiffsrumpfs beschränkt wird, optimal zu nutzen. Im Anschluss erfolgt durch die Abteilung Konstruktion die Festigkeitsberechnung; gegebenenfalls muss das Design des Schiffspropellers angepasst werden. Dieser Prozess ist iterativ und kann zwischen den Abteilungen mehrere Schleifen durchlaufen. An dessen Ende erhält die Abteilung Produktionsplanung fertige Konstruktionsunterlagen. Diese erstellt dann für die jeweiligen Gussplätze und Maschinen die Arbeitsaufträge.
Das Unternehmen Mecklenburger Metallguss fertigt neben Schiffspropellern auch andere  Metallgussprodukte aus Rotguss und Buntguss. Die Konstruktion und Fertigungsplanung hierfür sind weitere Abteilungen. Die Fertigung runder Einzelteile aus hochfesten Kupfer- und Aluminiumlegierungen – beispielsweise von Buchsen und Ringen – erfolgt meist im Schleudergussverfahren. Andere Formteile werden im Sandguss- oder  Kokillengussverfahren hergestellt. Die Fertigung solcher Gussteile  erfolgt im speziell dafür vorgesehenen Abteilungen. Abschließend  werden die Gussteile noch in der Mechanischen Bearbeitung entsprechend den Oberflächenvorgaben der Konstruktion überdreht, geschliffen, gefräst und poliert.

## Sonstiges

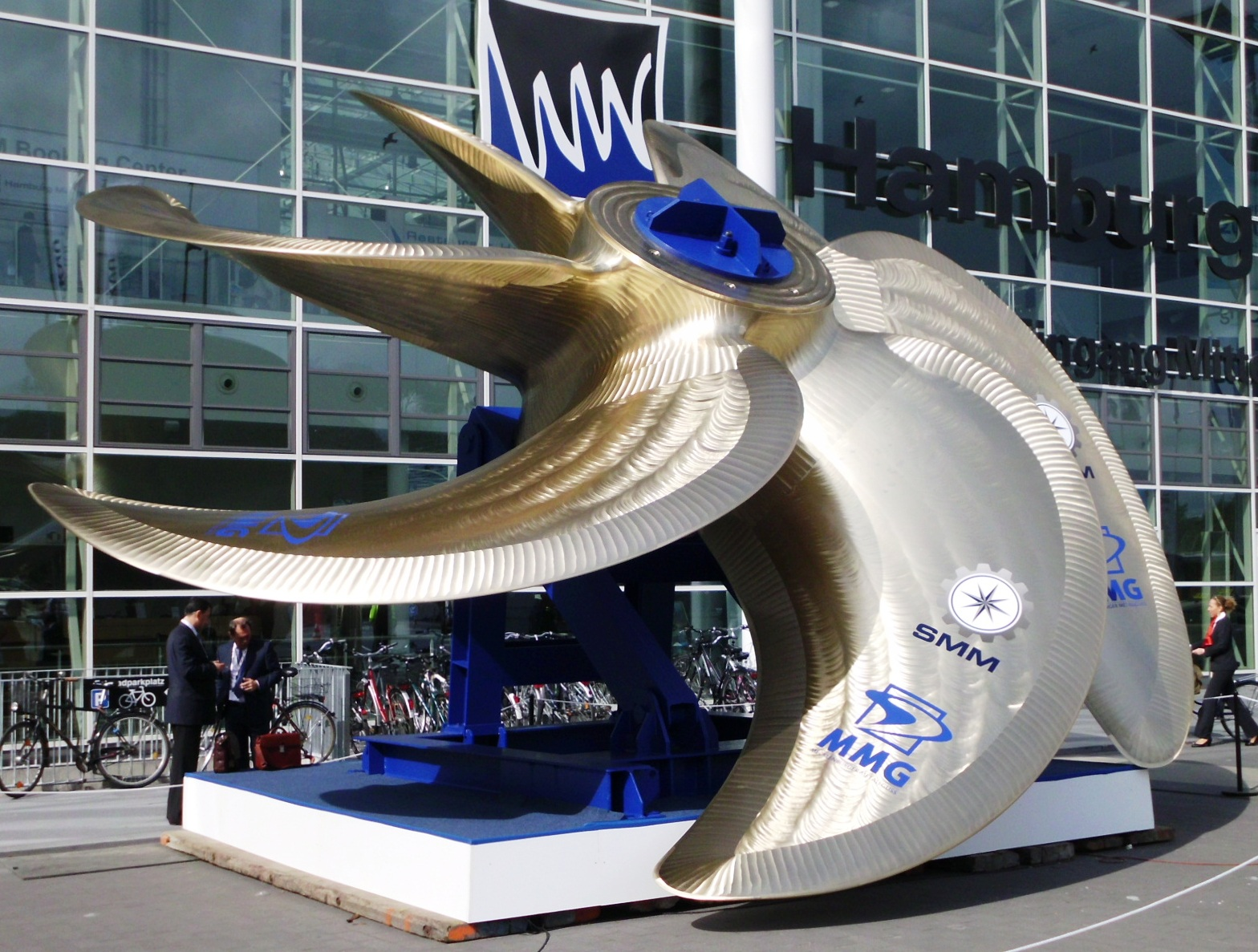
90 Tonnen schwerer Propeller der MMG für ein Containerschiff

Eine Reihe von bekannten Schiffen werden mit Mecklenburger Propellern betrieben, so etwa die Queen Mary 2.

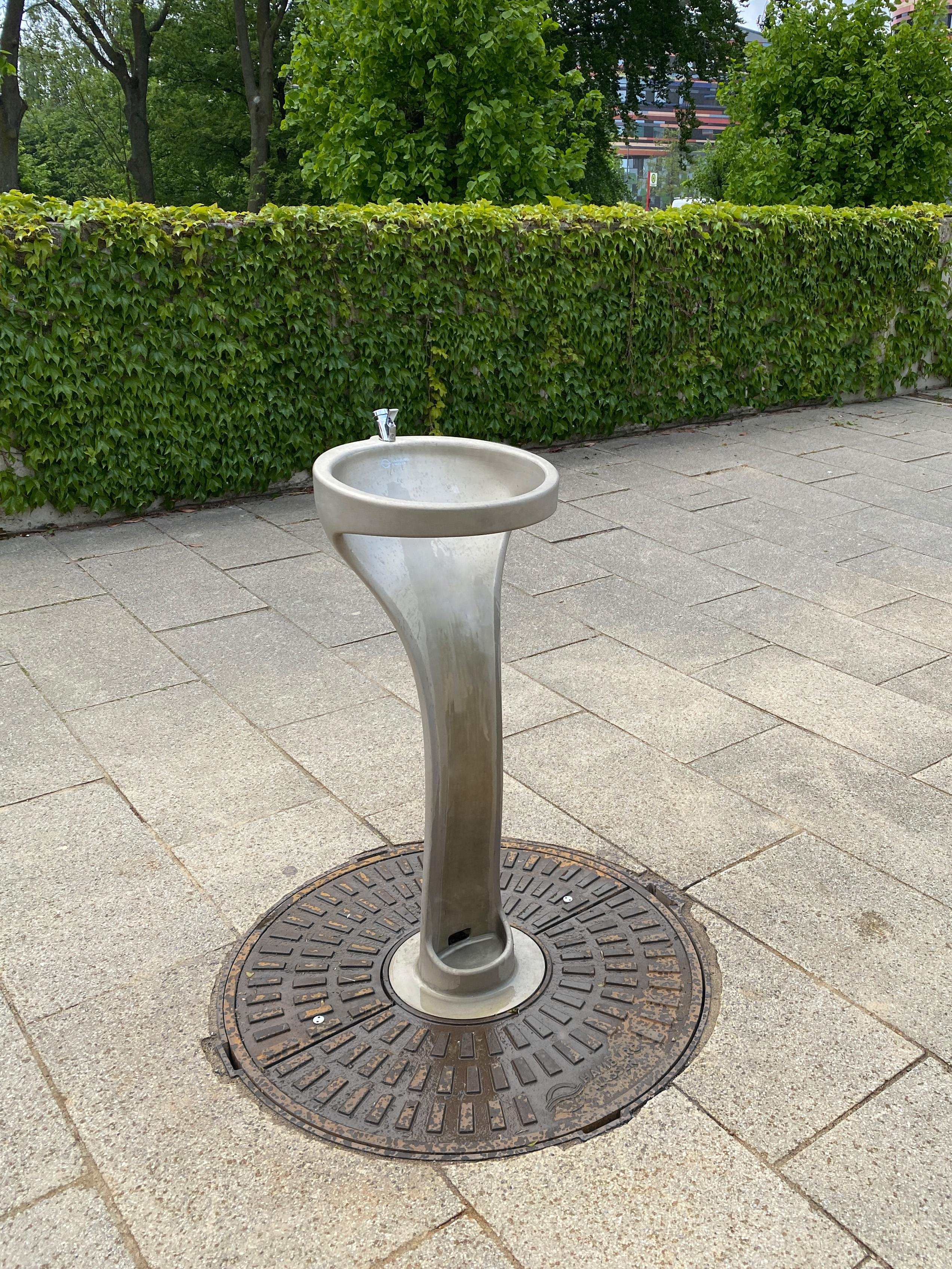
Metall 3D-Druck (Prototyp) des Trinkbrunnens für die Hamburger Wasserwerke 2023.

Problematisch gestaltet sich der Abtransport der immer größer und schwerer werdenden Propeller. Diese müssen über die B 192 zur A 19 transportiert werden, von dort aus nach Rostock oder über die A 24 nach Hamburg. Hier werden die Propeller dann auf Schiffe verladen und zu den Werften gebracht. Bis Anfang 2006 war die B 192 eine Allee und bot nur etwa 8,5 Meter Platz. Das wurde bereits 1998 zu einem Problem, als ein Propeller mit 10,5 Metern Durchmesser über die Bundesstraße zur Autobahn transportiert werden sollte. Eigens dafür entwickelte das Unternehmen eine Spezialkonstruktion, mit der die Propeller auf dem Schwertransporter gedreht und um einige Grad schräg gestellt werden können. Dies ist nicht mehr notwendig, da die Allee abgeholzt wurde. Aufgrund des Alters und der Gesundheit der Bäume wären sie ohnehin gefällt worden, spätestens aber im Zuge der geplanten Erweiterung der Bundesstraße um eine weitere Spur. Ein anderes Problem ist das Gewicht der Propeller. Die Bundesstraße und die Autobahn haben einige Brücken, die zukünftigen Belastungen nicht mehr standhalten könnten.

### Die „Dicke“
Am 13. Februar 2006 wurde der (bis dahin) größte jemals gegossene Schiffspropeller mit einem Gewicht von etwas mehr als 130 Tonnen und einem Durchmesser von 9,6 Metern ausgeliefert. Er besteht zu 79 % aus Kupfer, neun Prozent Aluminium, sechs Prozent Nickel, fünf Prozent Eisen und einem Prozent Mangan. Rund eineinhalb Jahre Entwicklungs- und Planungsarbeit gingen dem Guss voraus. Nach dem Gießen kühlte der Propeller zwei Wochen in seiner Sandform aus. Er wurde anschließend drei Wochen lang mit modernster Frästechnik und per Hand geschliffen. Der Preis für den Propeller, der nach Dänemark zum Einbau in ein Containerschiff der Emma-Mærsk-Klasse verschifft wurde, lag im hohen sechsstelligen Bereich.

### Auszeichnungen
Die MMG wurde bereits mehrmals zum Unternehmen des Jahres in Mecklenburg-Vorpommern gewählt. Am 17. März 2006 erhielt die Mecklenburger Metallguss GmbH die „Golden Q-Mark“-Medaille der zweitgrößten Werft der Welt, der Samsung Heavy Industries, für eine sehr gute Qualität und hervorragenden Service. Die hohe Zuverlässigkeit und Flexibilität der MMG wurden ebenfalls hervorgehoben. Bei dem Auswahlverfahren waren rund 350 Zulieferer einbezogen worden. Nur die MMG und ein koreanisches Unternehmen konnten dabei die Kriterien der „Golden Q-Mark“ erfüllen. Überreicht wurde die Auszeichnung vom Präsidenten der Samsung Heavy Industries M. K. Kim an Manfred Urban, einen der Geschäftsführer. Am 17. Oktober 2008 erhielt die MMG erneut als einziges nichtkoreanisches Unternehmen diese Auszeichnung.

### Industriesymbol
Eine MMG-Schiffsschraube steht an der Bundesstraße 192 am südlichen Ortseingang von Waren.

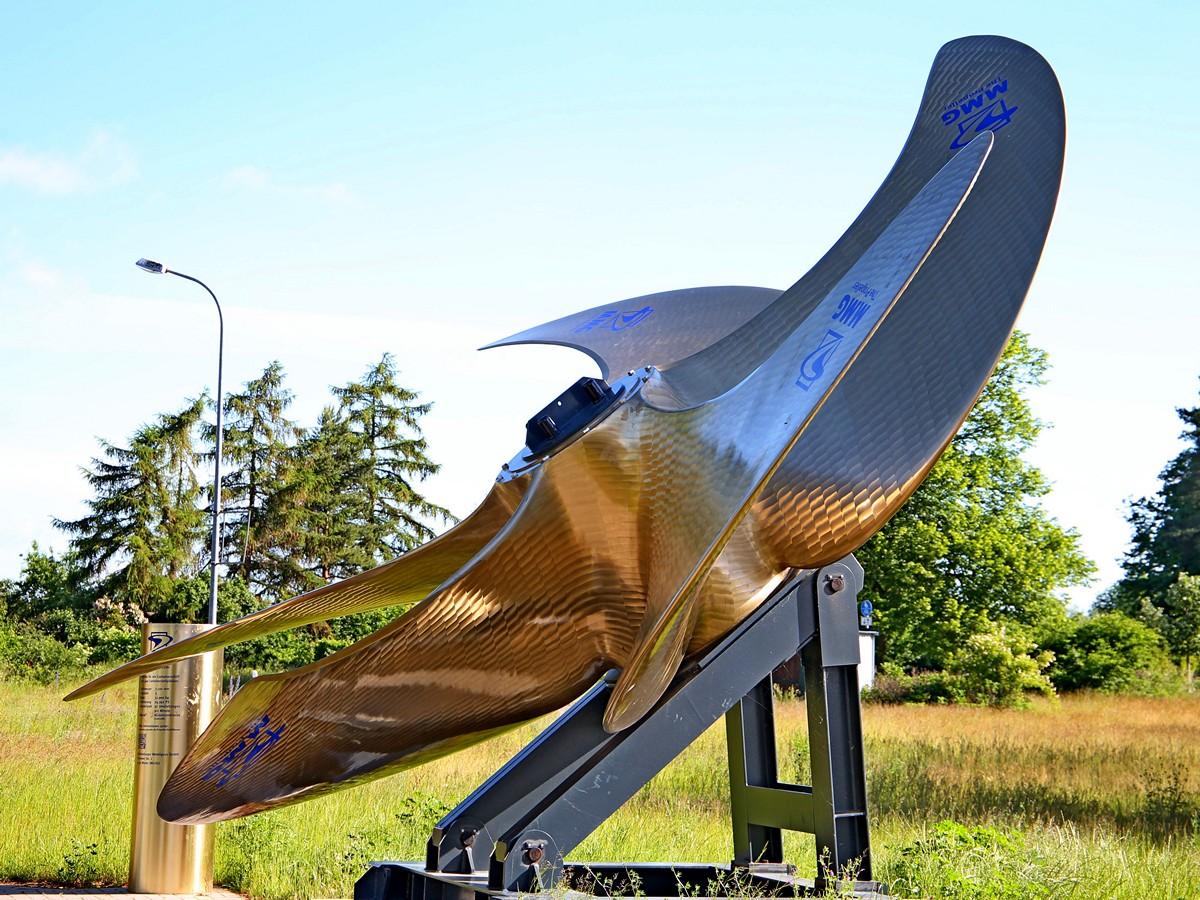
MMG-Propeller
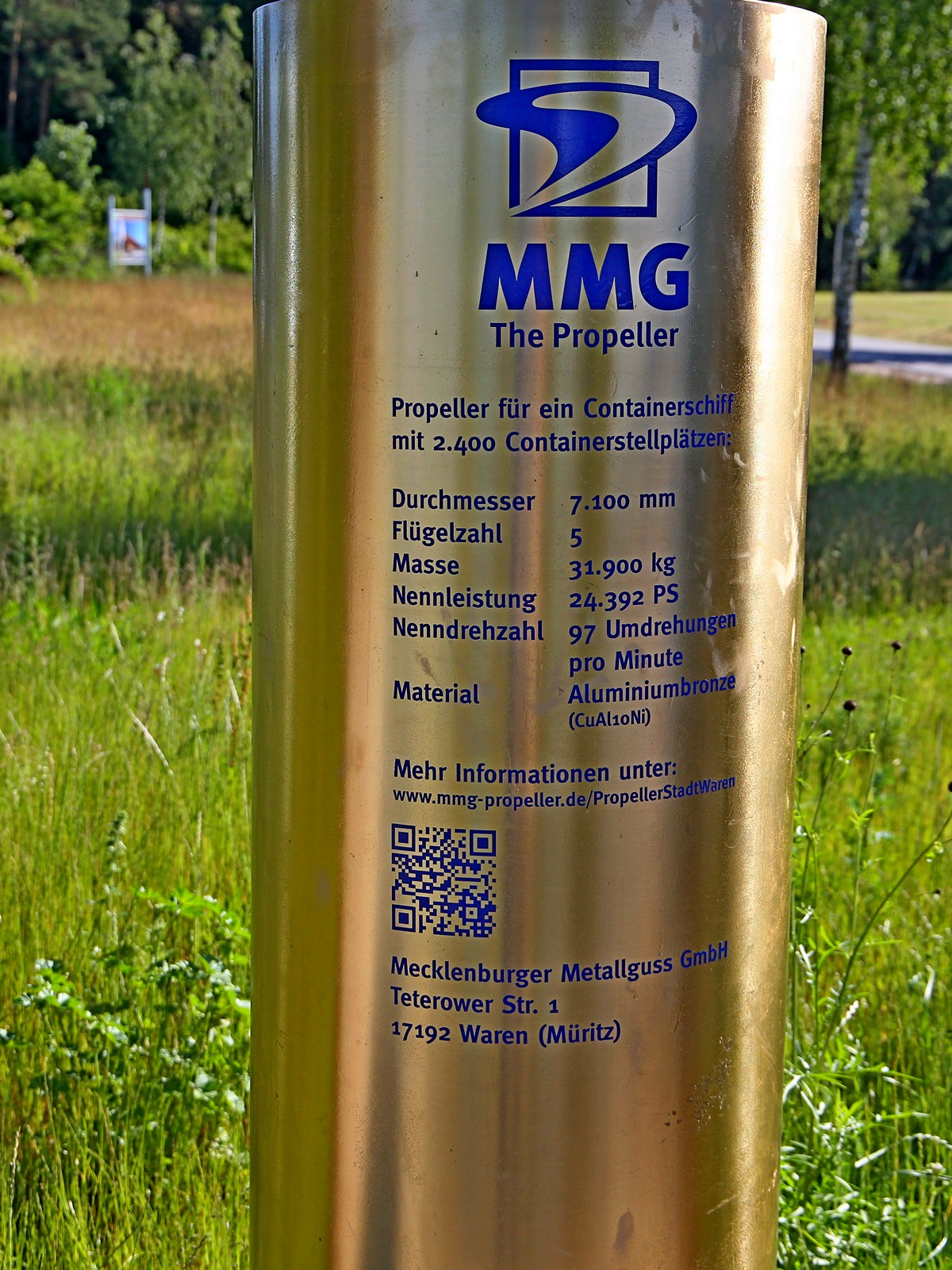
Info-Stele